# 아이맥 G3
아이맥 G3(영어: iMac G3)는 1998년부터 2003년까지 Apple Computer에 의해 개발, 제조, 판매된 개인용 데스크톱 컴퓨터이다. 반투명하고 밝은 색상의 플라스틱을 사용하여 혁신적인 디자인을 선보인 이 제품은 출시 당시 스티브 잡스의 최초의 소비자용 Apple 제품이었다. 2002년에 아이맥 G4와 이맥(eMac)으로 대체될 때까지 새로운 하드웨어와 색상으로 업데이트되었다.
이 제품은 1990년대 후반 Apple의 재정적 파탄에서 Apple의 턴어라운드(turnaround)를 책임졌고 디자인 지향적이고 단순한 Apple 브랜드로 재탄생했다. 그러나 플로피 드라이브 및 Apple 데스크톱 버스 커넥터와 같은 당시 기술의 표준을 포기하여 그것에 대한 비판이 있었다.

## 개요
스티브 잡스는 1997년 Apple의 임시 CEO가 된 직후에 대규모 제품 라인을 축소시켰다. 그 해(1997년) 말에 Apple은 데스크톱 Mac을 Power Macintosh G3로 바꿨다. 아이맥의 이전 기종인 Power Macintosh G3(올인원)는 거의 동일한 사양을 특징으로 하며 교육 시장에만 판매되었다. 한편 소비자 타겟의 Perfoma 시리즈의 출시를 중단한 결과 해당 데스크톱을 대신할 데스크톱이 필요했다. 그래서 Apple은 1998년 5월 6일 iMac을 발표하고 8월 15일에 본 제품을 출시하였다.
내부적으로 iMac은 MacNC 프로젝트와 CHRP(Common Hardware Reference Platform : 공통 하드웨어 참조 플랫폼)의 조합형이었다. CHRP의 약속이 완전히 실현된 적은 없지만 CHRP에 대한 Apple의 노력은 iMac의 설계에 큰 도움이 되었다. 이전의 Mac은 PowerPC G3(PowerPC 750) 프로세서를 사용했다. PowerPC G3(PowerPC 750) 프로세서도 당시의 Apple 고급형 Power Macintosh 라인에서 실행되었다. 본 제품은 1,299달러에 판매되었으며 후에 macOS 8.5로 업그레이드된 macOS 8.1과 함께 제공되었다.
iMac은 최초 출시 이후 지속적으로 업그레이드 되었다. 본래 이 제품은 측면이 파란색 계열의 반투명 플라스틱이었는데 이 반투명 플라스틱의 색상을 더 늘렸다. 그리하여 본 제품이 단종될 당시 본 제품은 총 13개의 색상 모델이 있었다.
또한 Apple은 하드웨어를 계속 업데이트하면서 더 세련된 디자인을 만들었다. 이 2세대 iMac은 슬롯 로딩 방식의 광학 드라이브, FireWire, "팬"이 없는 작동(자유 대류 냉각 방식), 약간 업데이트된 모양, AirPort 무선 네트워킹 옵션을 특징으로 했다. Apple은 2003년 3월까지 본 제품을 계속 판매했는데 본 제품의 구매 고객은 주로 구형 macOS 9 운영체제를 원하는 사람들이었다. USB 및 FireWire 지원, 전화 접속, 이더넷 및 무선 네트워킹(802.11b 및 Bluetooth를 통한 지원)은 곧 Apple의 전체 제품 라인에서 표준이 되었다. 또한 고속 FireWire를 추가하면서 이전 iMac의 결함을 수정하였다.
당시 교육 시장을 겨냥한 iMac CRT 모델은 iMac G3로 이름이 바뀌었고 eMac이 출시될 때까지 후속 모델인 iMac G4와 함께 생산되었다. Apple이 새 버전의 컴퓨터를 계속 출시하면서 iMac이라는 용어는 소비자 데스크톱 라인의 컴퓨터를 지칭하기 위해 계속 사용되었다.

## 디자인

iMac G3에 있었던 13가지의 색상들.
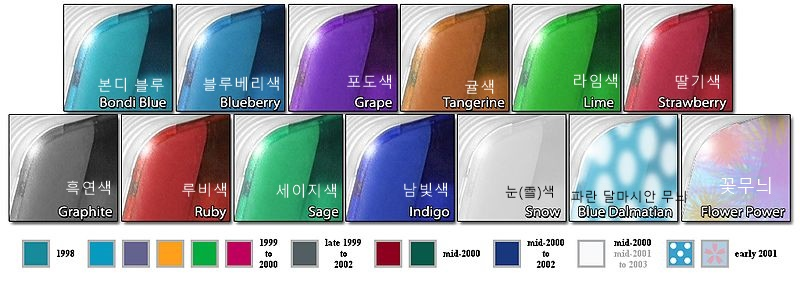

iMac은 이전의 컴퓨터들과는 완전히 달랐다. 측면과 후면에는 "본디 블루"(Bondi Blue)색의 반투명 플라스틱이 적용되었고 15인치(38.1cm) CRT 디스플레이 주변이 계란 모양으로 제작되었다. 케이스에는 손잡이가 달려있었고 주변의 커넥터 장치는 제품 오른쪽의 문 뒤에 숨겨져 있었다. 전면에 있는 듀얼 헤드폰 잭은 내장된 스테레오 스피커를 보완한다. Apple의 최고 디자인 책임자인 조다난 아이브는 이 디자인을 산업 디자인(industrial design)으로 인정하고 있다. 독특한 모양과 여러 색상 옵션은 그들이 1990년대 후반의 대중문화로 스며들 수 있게 도와주었다. iMac은 새로운 키보드 및 마우스 커넥터를 포함하여 USB 포트를 표준으로 제공하는 최초의 컴퓨터였다. 다만 ADB(Apple Desktop Bus : Apple 데스크톱 버스), SCSI 및 GeoPort 직렬 포트와 같은 이전의 Macintosh 주변 장치와의 연결은 지원되지 않는다(해당 기술을 포기한 것이다).
그런데 전술(앞서 말)한 것보다 더 급진적인 조치가 있는데 이것은 1984년에 처음으로 Macintosh에 있던 3.5인치 플로피 디스크 드라이브를 포기한 것이었다. Apple은 기록 가능한 CD, 인터넷 및 사무실 네트워크가 디스켓을 빨리 쓸모없게 만든 것이라고 주장했다. 그러나 Apple의 이 조치는 논쟁을 불러 일으켰다. iMac이 출시될 당시 타사 제조업체는 외부 USB 플로피 디스크 드라이브를 제공했으며 대개 iMac의 인클로저와도 호환되었다. Apple은 처음에 iMac의 내장 모뎀이 새로운 56 kbit/s 속도가 아닌 33.6 kbit/s로 할 예정이었지만 더 빠른 표준을 채택하도록 요구한 소비자들 때문에 56 kbit/s 속도의 내장 모뎀을 채택했다고 발표했다.
전면에 장착된 IrDA 포트 및 트레이 로딩 CD-ROM 드라이브와 같은 구성 요소는 Apple의 랩톱에서 따온 것이다. iMac에는 공식적으로 확장 슬롯이 없었지만 1세대에는 "메자닌 슬롯"(mezzanine slot)이라는 슬롯이 있었다. 3dfx의 Voodoo II 비디오 카드 업그레이드 및 독일 Formac 사의 SCSI/SCSI-TV 튜너 카드(iProRAID 및 iProRAID TV) 등 몇 개의 타사 확장 카드도 출시되었지만 Apple은 이를 오직 내부용으로만 사용했다. 메자닌 슬롯은 이후의 iMac에서는 제거되었지만 독일의 컴퓨터 잡지 기사에 따르면 소켓은 개정 C iMac에 장착할 수 있다고 한다.
키보드와 마우스는 본디 블루색의 반투명 플라스틱이 측/후면에 장착된 iMac G3에 맞게 다시 제작되었다. 그리하여 Apple USB Keyboard가 출시되었는데 이는 검은 버튼에 하얀색 글자가 써진 형태라서 논란을 불어 일으켰다. Apple USB Mouse는 큰 손을 가진 사용자들도 어려움이 없도록 제작된 원형의 "하키 퍽" 디자인의 기계식 마우스이다. Apple은 이후에도 둥근 마우스를 계속 출시했지만 사용자가 느낌에 따라 적절히 오리엔테이션을 구분할 수 있도록 최신식 버튼과 디봇을 추가해 갔다. 그리하여 결국 Apple Mouse(이전에는 이름이 Apple Pro Mouse였다)라는 캡슐 모양의 새로운 광학 마우스가 Apple의 모든 하드웨어 제품에서 둥근 마우스를 대체하게 되었다(지금은 Magic Mouse가 iMac의 마우스이다).
Apple은 iMac G3를 지속적으로 업데이트하여 발매하면서 여러 가지 색상을 선보였다(위의 이미지 표를 참조하라). 1999년 1월 Apple은 블루베리색, 포도색, 귤색, 라임색, 딸기색을 출시시했다. 그 후 흑연색이 스페셜 컬러로 출시되었다. 1월에 출시된 이 5가지의 과일 색은 후에 루비색, 세이지색, 인디고색, 눈색(Snow이다. Eye 아님)으로 대체되었다. 그 후 루비색과 세이지색은 파란 달마시안 무늬와 꽃무늬 2가지 한정판 색상으로 대체되었다. 최종적으로는 인디고색, 눈색, 흑연색이 되었으며 단종 직전 당시에는 눈색 하나만 있었다.

iMac G3 사진 모음
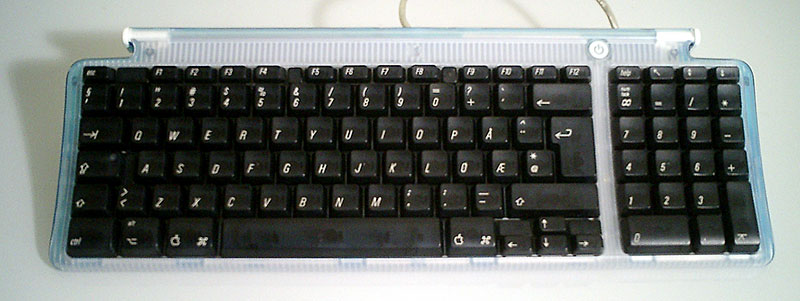
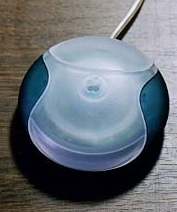
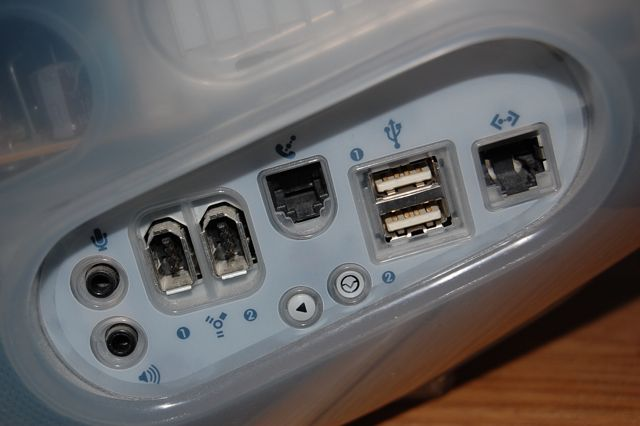
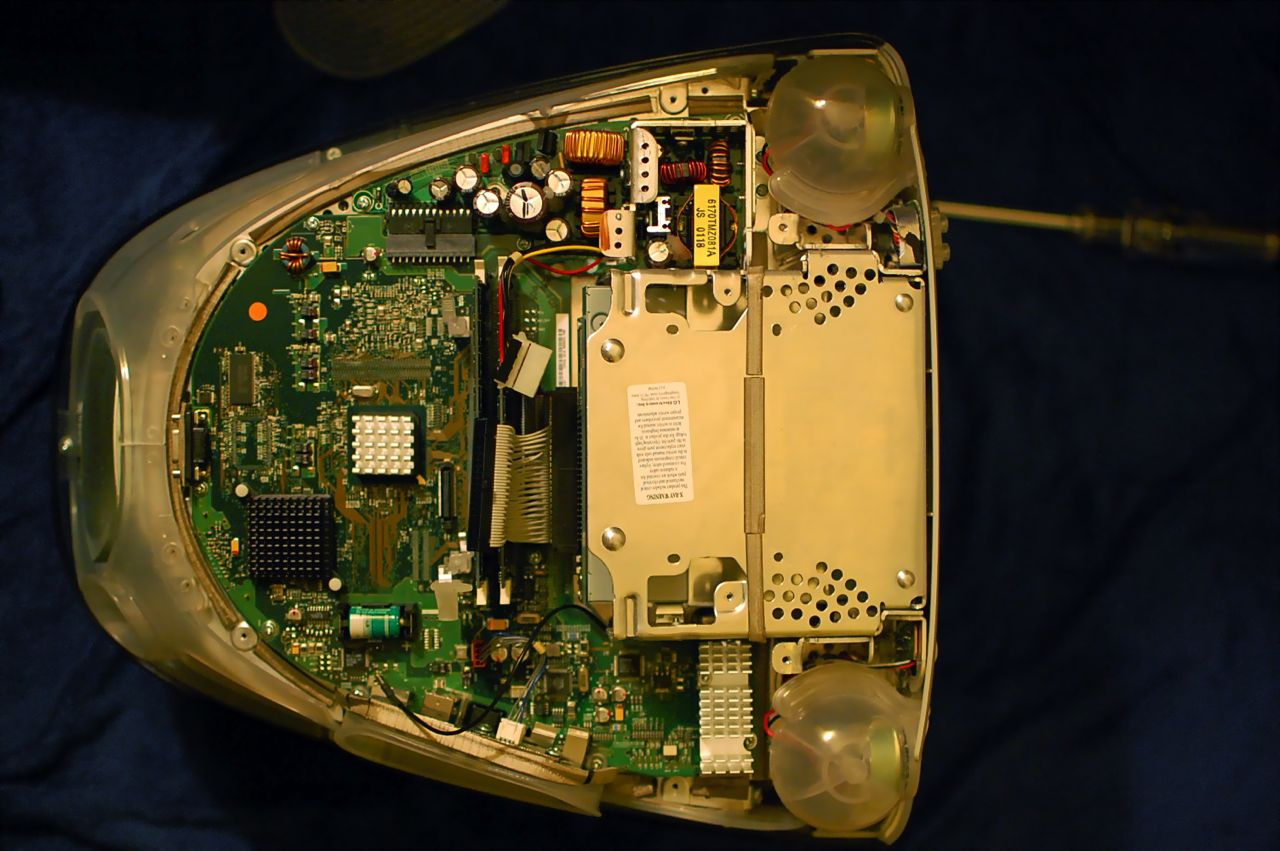

## 업데이트 출시

### 트레이 로딩 모델
iMac G3 1세대 제품은 15인치(13.8인치 모델도 있다)의 CRT 디스플레이, 233MHz 프로세서, ATI Rage IIc 그래픽, 4GB 하드 드라이브, 트레이 로딩 CD-ROM 드라이브, 2개의 USB 포트, 56kbit 내장 모뎀, 내장 이더넷, 적외선 포트, 내장 스테레오 스피커 및 2개의 헤드폰 포트가 있다. CPU와 메모리는 마더 보드에 직접 설치된 '도터 카드'에 장착되어 있다. 그것은 측/후면(구분없이 매끄럽게 연결되어 있다)을 본디 블루색의 반투명 플라스틱으로 마감시켰으며 "개정판 A"로 알려져 있다. 그 해 10월 17일 iMac은 ATI Rage Pro 그래픽으로 업그레이드 되었다. 이 업데이트된 "개정판 B" 모델은 이전 모델과 동일한 가격 1299달러를 유지했다. iMac은 1999년 1월 5일 "개정판 C" 모델이 출시되었는데 이는 적외선 및 메자닌 기능이 제거되어 가격이 1199달러로 하향하였다. 그러나 이 기능이 제거된 대신 하드 드라이브 용량이 증가하고 더 빠른 프로세서가 장착되었다. 본디 블루 색상은 단종되었으며 딸기색, 블루베리색, 라임색, 포도색, 귤색 5가지의 새로운 색상으로 대체되었다. 최종 버전인 "개정판 D"는 1999년 4월 14일 출시되었고 더 빠른 프로세서가 장착되었다.
일부 경우에는 다른 세대 간에(ex. "개정판 A"와 "개정판 B" 간에) 부품을 교환하거나 타사 내부 부품을 설치할 수 있다. 예를 들어 아래에 표시된 본디 블루색의 iMac G3는 마더 보드가 266MHz의 포도색 모델에 있던 마더 보드로 교체되었고 CD-ROM 드라이브는 Mac OS X Tiger를 실행하는 CompactFlash 메모리 카드 판독기로 교체되었다.
| 모델                      | iMac | iMac (개정판 B) | iMac (266 MHz) | iMac (333 MHz) |
| ------------------------- | --- | --- | --- | --- |
| 모습                      | | | | |
| 출시일                    | 1998년 8월 15일 | 1998년 8월 15일 | 1999년 1월 5일 | 1999년 4월 15일 |
| 코드명                    | "Columbus, Elroy, Tailgate, C1" | "Columbus, Elroy, Tailgate, C1" | "Life Savers" | "Life Savers" |
| 모델 식별자               | iMac,1 | iMac,1 | iMac,1 | iMac,1 |
| 색상                      | | | | |
| 프로세서                  | 233 MHz | 233 MHz | 266 MHz | 333 MHz |
| 캐시                      | 64 KB의 L1 캐시와 512 KB의 L2 후면 캐시 (1:2)                                                                                              | 64 KB의 L1 캐시와 512 KB의 L2 후면 캐시 (1:2)                                                                                              | 64 KB의 L1 캐시와 512 KB의 L2 후면 캐시 (1:2)                                                                                              | 64 KB의 L1 캐시와 512 KB의 L2 후면 캐시 (1:2)                                                                                             |
| 전면 사이드 버스          | 66 MHz | 66 MHz | 66 MHz | 66 MHz |
| 메모리 2개의 SO-DIMM 슬롯 | 32 MB PC100 SDRAM | 32 MB PC100 SDRAM | 32 MB PC100 SDRAM | 32 MB PC100 SDRAM |
| 메모리 2개의 SO-DIMM 슬롯 | 384 MB로 확장 가능 (Apple에서는 128 MB 지원)                                                                                               | 512 MB로 확장 가능 (Apple에서는 256 MB 지원)                                                                                               | 512 MB로 확장 가능 (Apple에서는 256 MB 지원)                                                                                               | 512 MB로 확장 가능 (Apple에서는 256 MB 지원)                                                                                              |
| 디스플레이                | 1024 x 768 픽셀의 15인치(13.8인치 모델도 있음) 섀도우 마스크 CRT 디스플레이 (내부에 DA-15 커넥터 사용)                                     | 1024 x 768 픽셀의 15인치(13.8인치 모델도 있음) 섀도우 마스크 CRT 디스플레이 (내부에 DA-15 커넥터 사용)                                     | 1024 x 768 픽셀의 15인치(13.8인치 모델도 있음) 섀도우 마스크 CRT 디스플레이 (내부에 DA-15 커넥터 사용)                                     | 1024 x 768 픽셀의 15인치(13.8인치 모델도 있음) 섀도우 마스크 CRT 디스플레이 (내부에 DA-15 커넥터 사용)                                    |
| 그래픽                    | 2 MB의 SGRAM을 갖춘 ATI Rage IIc 6 MB의 SGRAM으로 확장 가능                                                                                | 6 MB의 SGRAM을 갖춘 ATI Rage Pro | 6 MB의 SGRAM을 갖춘 ATI Rage Pro | 6 MB의 SGRAM을 갖춘 ATI Rage Pro |
| 하드 드라이브             | 4 GB | 4 GB | 6 GB | 6 GB |
| 하드 드라이브             | 5400-rpm ATA-3 최대 128 GB 하드 드라이브 지원                                                                                              | | | |
| 광학 드라이브 트레이 로딩 | 24개의 CD-ROM | 24개의 CD-ROM | 24개의 CD-ROM | 24개의 CD-ROM |
| 연결성                    | 10/100 BASE-T 이더넷 56k 모뎀 4 Mbit/s IrDA (1998년 모델 한정)                                                                             | 10/100 BASE-T 이더넷 56k 모뎀 4 Mbit/s IrDA (1998년 모델 한정)                                                                             | 10/100 BASE-T 이더넷 56k 모뎀 4 Mbit/s IrDA (1998년 모델 한정)                                                                             | 10/100 BASE-T 이더넷 56k 모뎀 4 Mbit/s IrDA (1998년 모델 한정)                                                                            |
| 주변 장치                 | 2개의 USB 1.1 2개의 헤드폰 미니 잭 아날로그 오디오 입력 미니 잭 내장 스테레오 스피커 "메자닌" 슬롯 (1998년 모델 한정)                      | 2개의 USB 1.1 2개의 헤드폰 미니 잭 아날로그 오디오 입력 미니 잭 내장 스테레오 스피커 "메자닌" 슬롯 (1998년 모델 한정)                      | 2개의 USB 1.1 2개의 헤드폰 미니 잭 아날로그 오디오 입력 미니 잭 내장 스테레오 스피커 "메자닌" 슬롯 (1998년 모델 한정)                      | 2개의 USB 1.1 2개의 헤드폰 미니 잭 아날로그 오디오 입력 미니 잭 내장 스테레오 스피커 "메자닌" 슬롯 (1998년 모델 한정)                     |
| 기존 운영 체제            | Mac OS 8.1 (초기 모델 한정) 또는 8.5 | Mac OS 8.1 (초기 모델 한정) 또는 8.5 | Mac OS 8.5.1 | Mac OS 8.5.1 |
| 최종 운영 체제            | Mac OS X 10.3.9 “Panther” 및 Mac OS 9.2.2 비공식적으로 XPostFacto 및 프로세서 업그레이드를 통해 Mac OS X 10.5.8 "Leopard"를 실행할 수 있음 | Mac OS X 10.3.9 “Panther” 및 Mac OS 9.2.2 비공식적으로 XPostFacto 및 프로세서 업그레이드를 통해 Mac OS X 10.5.8 "Leopard"를 실행할 수 있음 | Mac OS X 10.3.9 “Panther” 및 Mac OS 9.2.2 비공식적으로 XPostFacto 및 프로세서 업그레이드를 통해 Mac OS X 10.5.8 "Leopard"를 실행할 수 있음 | Mac OS X 10.4.11 “Tiger” 및 Mac OS 9.2.2 비공식적으로 XPostFacto 및 프로세서 업그레이드를 통해 Mac OS X 10.5.8 "Leopard"를 실행할 수 있음 |
| 질량                      | 17.2 kg (38.1 lb) | 17.2 kg (38.1 lb) | 17.2 kg (38.1 lb) | 17.2 kg (38.1 lb) |
| 크기                      | 15.8 x 15.2 x 17.6 인치 (40.1 x 38.6 x 44.7 cm)                                                                                            | 15.8 x 15.2 x 17.6 인치 (40.1 x 38.6 x 44.7 cm)                                                                                            | 15.8 x 15.2 x 17.6 인치 (40.1 x 38.6 x 44.7 cm)                                                                                            | 15.8 x 15.2 x 17.6 인치 (40.1 x 38.6 x 44.7 cm)                                                                                           |

### 슬롯 로딩 모델
1999년 10월 5일, Apple은 트레이 로딩 iMac G3의 판매를 중지하고 새로운 iMac을 발표했다. 이 새로운 iMac은 이전 세대의 "개정판 D"의 성공을 바탕으로 더 빠른 프로세서, 2배 빨라진 RAM, 내장 스피커 시스템의 개선, 슬롯 로딩 방식의 광학 드라이브, 더 빠른 ATI Rage 128 VR 그래픽을 지원하였다. 또한 케이스 역시 모양이 약간 업그레이드 되었고 Apple의 802.11b AirPort 무선 네트워킹 카드도 장착되었다. 또한 iMac에는 iMac DV(Digital Video : 디지털 비디오)와 iMac DV Speical Edition이라는 2가지 표준 구성이 추가되었다. 가정용 영화 편집을 지원하도록 설계된 iMac DV는 더 강력한 프로세서, VGA 출력 포트, DVD-ROM 드라이브, 대용량 하드 드라이브 및 2개의 FireWire 포트를 1299달러에 이전 세대의 "개정판 D"에 있던 5가지 색상으로 선보여졌다. iMac DV Special Edition은 RAM이 2배 빨라졌고 하드 드라이브 용량을 13 GB로 증가시켰으며 가격은 1499달러, 색상은 독점적인 흑연색으로 제공되었다. 모든 iMac 슬롯 로딩 모델은 대류 냉각 기능이 있어 작동할 때 매우 조용하다.
2000년 7월 19일, Apple은 iMac의 가격을 799달러로 인하하였다. 이후로는 하드웨어의 변경도 최소화되었다. AirPort 카드 슬롯을 제거하고(기본 구성의 경우) 마우스를 Apple USB Mouse에서 Apple Pro Mouse로 교체했으며 ATI Rage 128 VR 그래픽이 ATI Rage 128 Pro 버전으로 업그레이드 되었고 색상도 블루베리색이 아닌 인디고색이라는 어두운 색상으로 변경되었다. iMac DV는 DVD-ROM을 CD-ROM으로 교체하여 가격이 999달러로 하향했으며 색상은 인디고색, 루비색으로 제공되었다. 또한 iMac DV의 하향 이전의 가격으로 더 빠른 프로세서, 대형 하드 드라이브가 장착되고 색상도 인디고색, 루비색 이외에 세이지색도 제공되는 iMac DV +가 출시되었다. iMac DV Special Edition은 가격은 동일했지만 500MHz 프로세서, 30 GB 하드 드라이브가 장착되었으며 흑연색과 눈색이 있었다.
2001년 2월 22일, Apple은 iMac의 구성을 3가지로 통일했다. iMac DV는 iMac으로 이름이 변경되어 기본 모델이 되었다(인디고 색만 899달러에 판매). 500 MHz 프로세서, 새로운 ATI Rage 128 Ultra 그래픽 및 20 GB 하드 드라이브가 장착되었으며 인디고 색에서 2번째 패턴인 꽃무늬와 파란 달마시안 무늬가 적용된 플라스틱이 외관에 장착된 2번째 엔트리 레벨 구성이 도입되었다. iMac DV Special Edition은 iMac Special Edition으로 이름이 바뀌었고 흑연색으로 제공되었다. 또한 더 빠른 프로세서, 2배 빨라진 RAM, 40 GB 하드 드라이브가 장착되어 1499 달러에 판매되었다.
2001년 7월 18일, Apple은 본 제품의 최종판을 출시했다. 이 최종판은 인디고색, 흑연색, 눈색으로 제공되었으며 500, 600 또는 700 MHz 프로세서가 장착되었고 3가지의 모델 라인이 유지되었다. 2002년 1월 본 제품보다 더 빠른 iMac G4가 출시된 후 700 MHz 프로세서 모델은 단종되었다. 500 MHz의 인디고색 및 600 MHz의 흑연색은 2002년 후반기에 단종되었으며 저가형 컴퓨터인 eMac이 출시된 2003년 3월까지 600 MHz의 눈색 모델만 판매되었다.
| Model                     | iMac (Slot Loading) | iMac (Summer 2000) | iMac (Early 2001) | iMac (Summer 2001) |
| ------------------------- | --- | --- | --- | --- |
| 사진                      | | | | |
| 출시일                    | 1999년 10월 4일 | 2000년 7월 19일 | 2001년 2월 22일 | 2001년 7월 18일 |
| 코드명                    | "Kihei, P7" | N/A | N/A | "Kiva" |
| 모델 식별자               | PowerMac2,1 | PowerMac2,2 | PowerMac4,1 | PowerMac4,1 |
| 색상                      | (SE) | (SE) | (SE) • ✿ (SE and regular) | (SE와 일반 모델) |
| 프로세서의 속도           | - 350 MHz (블루베리색 한정) - 400 MHz (모든 색상) | - 350 MHz (인디고색 한정) - 400 MHz (인디고색과 루비색) - 450 MHz (인디고색, 루비색 및 세이지색) - 500 MHz (흑연색과 눈(snow)색)                                                  | - 400 MHz (인디고색 한정) - 500 MHz (흑연색을 제외한 모든 색상) - 600 MHz (인디고색을 제외한 모든 색상)                                                                           | - 500 MHz (인디고색과 눈(snow)색) - 600 and 700 MHz (흑연색과 눈색) |
| 프로세서 유형             | PowerPC 750 | PowerPC 750 | PowerPC 750 (400 MHz) 또는 PowerPC 750CX (500 and 600 MHz) | PowerPC 750CX (500 MHz) 또는 PowerPC 750CXe (600 및 700 MHz) |
| 캐시                      | 64 KB의 L1 캐시 및 512 KB의 L2 후면 캐시 (2:5) | 64 KB의 L1 캐시 및 512 KB의 L2 후면 캐시 (2:5) | 64 KB의 L1 캐시. 512 KB의 L2 후면 캐시 (2:5) 또는 256 KB의 L2 캐시 (1:1) | 64 KB의 L1 캐시 및 256 KB의 L2 캐시 (1:1) |
| 프론트 사이드 버스        | 100 MHz | 100 MHz | 100 MHz | 100 MHz |
| 메모리 2개의 슬롯         | 64 MB 또는 128 MB 1 GB로 확장 가능 (Apple에서 512 MB 지원) | 64 MB 또는 128 MB 1 GB로 확장 가능 | 64 MB 또는 128 MB 1 GB로 확장 가능 | 64 MB, 128 MB 또는 256 MB 1 GB로 확장 가능 |
| 메모리 2개의 슬롯         | PC100 SDRAM | | | |
| 디스플레이                | 1024 x 768 픽셀 해상도의 15인치 (13.8인치 모델도 있음) 섀도우 마스크 CRT 스크린                                                                                                   | 1024 x 768 픽셀 해상도의 15인치 (13.8인치 모델도 있음) 섀도우 마스크 CRT 스크린                                                                                                   | 1024 x 768 픽셀 해상도의 15인치 (13.8인치 모델도 있음) 섀도우 마스크 CRT 스크린                                                                                                   | 1024 x 768 픽셀 해상도의 15인치 (13.8인치 모델도 있음) 섀도우 마스크 CRT 스크린                                                                                                   |
| 그래픽                    | 8 MB의 SDRAM을 갖춘 ATI Rage 128 VR | 8 MB의 SDRAM을 갖춘 ATI Rage 128 Pro | 8 MB의 SDRAM을 갖춘 ATI Rage 128 Pro (400 MHz) 16 MB의 SDRAM을 갖춘 ATI Rage 128 Ultra (500 MHz 및 600 MHz)                                                                       | 16 MB의 SDRAM을 갖춘 ATI Rage 128 Ultra |
| 그래픽                    | AGP 2x | | | |
| 하드 드라이브             | 6 GB, 10 GB 또는 13 GB | 7 GB, 10 GB, 20 GB 또는 30 GB | 10 GB, 20 GB 또는 30 GB | 20 GB, 40 GB 또는 60 GB |
| 하드 드라이브             | 5400-rpm Ultra ATA 최대 128 GB 하드 드라이브 지원 | | | |
| 옵티컬 드라이브 슬롯 로딩 | 24x CD-ROM (블루베리색은 350 MHz, 루비색은 400 MHz, 인디고색 이외에는 450 MHz이며 초기에는 500 MHz) 4x DVD-ROM (1999년 및 2000년 모델 제외) 또는 8x4x24x CD-RW (2001년 모델 제외) | 24x CD-ROM (블루베리색은 350 MHz, 루비색은 400 MHz, 인디고색 이외에는 450 MHz이며 초기에는 500 MHz) 4x DVD-ROM (1999년 및 2000년 모델 제외) 또는 8x4x24x CD-RW (2001년 모델 제외) | 24x CD-ROM (블루베리색은 350 MHz, 루비색은 400 MHz, 인디고색 이외에는 450 MHz이며 초기에는 500 MHz) 4x DVD-ROM (1999년 및 2000년 모델 제외) 또는 8x4x24x CD-RW (2001년 모델 제외) | 24x CD-ROM (블루베리색은 350 MHz, 루비색은 400 MHz, 인디고색 이외에는 450 MHz이며 초기에는 500 MHz) 4x DVD-ROM (1999년 및 2000년 모델 제외) 또는 8x4x24x CD-RW (2001년 모델 제외) |
| 연결성                    | 11 Mbit/s AirPort 802.11b (옵션, 어댑터 필요) 10/100 BASE-T 이더넷 56k V.90 모뎀                                                                                                  | 11 Mbit/s AirPort 802.11b (옵션, 어댑터 필요) 10/100 BASE-T 이더넷 56k V.90 모뎀                                                                                                  | 11 Mbit/s AirPort 802.11b (옵션, 어댑터 필요) 10/100 BASE-T 이더넷 56k V.90 모뎀                                                                                                  | 11 Mbit/s AirPort 802.11b (옵션, 어댑터 필요) 10/100 BASE-T 이더넷 56k V.90 모뎀                                                                                                  |
| 주변 장치                 | 4x USB 1.1 2x FireWire 400 (350 MHz 모델 제외) 2개의 헤드폰 미니 잭 아날로그 오디오 입력 미니 잭 내장 스테레오 스피커                                                             | 4x USB 1.1 2x FireWire 400 (350 MHz 모델 제외) 2개의 헤드폰 미니 잭 아날로그 오디오 입력 미니 잭 내장 스테레오 스피커                                                             | 4x USB 1.1 2x FireWire 400 (350 MHz 모델 제외) 2개의 헤드폰 미니 잭 아날로그 오디오 입력 미니 잭 내장 스테레오 스피커                                                             | 4x USB 1.1 2x FireWire 400 (350 MHz 모델 제외) 2개의 헤드폰 미니 잭 아날로그 오디오 입력 미니 잭 내장 스테레오 스피커                                                             |
| 비디오 출력 (미러링)      | VGA (350 MHz 모델 제외) | VGA (350 MHz 모델 제외) | VGA (350 MHz 모델 제외) | VGA (350 MHz 모델 제외) |
| 기존 운영 체제            | Mac OS 8.6 | Mac OS 9.0.4 | Mac OS 9.1 | Mac OS 9.1 및 Mac OS X 10.0.4 |
| 최대 운영 체제            | Mac OS X 10.4.11 “Tiger” | Mac OS X 10.4.11 “Tiger” | Mac OS X 10.4.11 “Tiger” | Mac OS X 10.4.11 “Tiger” |
| 질량                      | 15.7 kg (34.7 lb) | 15.7 kg (34.7 lb) | 15.7 kg (34.7 lb) | 15.7 kg (34.7 lb) |
| 치수                      | 15.0 x 15.0 x 17.1 인치 (38.1 x 38.1 x 43.5 cm) | 15.0 x 15.0 x 17.1 인치 (38.1 x 38.1 x 43.5 cm) | 15.0 x 15.0 x 17.1 인치 (38.1 x 38.1 x 43.5 cm) | 15.0 x 15.0 x 17.1 인치 (38.1 x 38.1 x 43.5 cm) |

### Apple 컴퓨터의 타임라인
안내: 위 타임라인 표에는 기술적 문제로 인하여 한글을 쓸 수 없습니다. 위 영어 글은 아래의 뜻을 가지고 있습니다.

- Performas were rebranded low-end Macintosh models from other series. **Color Classic/Color Classic II ***Twentieth Anniversary Macintosh(연도 아래 회색 글씨) - Perfoma 모델은 저가형 Macintosh 모델로 변경되었다. **Color Classic/Color Classic II ***20주년 기념 Macintosh
- 위 글의 아래에 있는 범례들 : (왼쪽부터 오른쪽으로, 1번째 줄 → 2번째 줄 순으로) 올인원/소비자  ·  Macintosh II 시리즈  ·  교육용 모델  ·  서버  ·  현재 생산중인 모델  ·  Lisa에서 파생된 제품  ·  휴대용 컴퓨터  ·  워크 스테이션  ·  기타 Apple 제품

## 법적 조치
Apple은 eMachines' eOne과 같이 iMac을 모방하려고 시도한 경쟁 컴퓨터 업체에게 법적 조치를 취하여 iMac의 디자인을 보호하였다. 일부 제조업체는 다이슨이 1997년에 시작한 추세에 따라 iMac 이후 기존 디자인에 반투명 플라스틱을 추가했다. 1999년 Apple은 합법적인 개입을 거친 후 Abdul Traya에서 등록된 도메인 appleimac.com을 취득하였다. 웹사이트는 자동으로 회사 홈페이지로 리디렉션 되었다.